# Кожин, Пётр Артамонович
 Пётр Артамонович Кожин  (1800 — 4 февраля 1864) — генерал-майор, порховский уездный предводитель дворянства, директор отделения попечительного общества о тюрьмах.

## Биография
Происходил из дворян Псковской губернии, сын полковника Артамона Осиповича Кожина от брака его с Верой Васильевной Лопухиной, сестрой светлейшего князя П. В. Лопухина. 24 мая 1815 года Кожин вступил юнкером в Кавалергардский полк. В 1816 году произведен в эст-юнкера, 8 января 1817 года в корнеты, в 1818 году в поручики, в 1820 году в штабс-ротмистры, затем в ротмистры. В 1828 году произведен в полковники, 1 августа 1836 года произведен в генерал-майоры, с назначением командиром 2-й бригадой 1-й Кирасирской дивизии.
Однако эту должность Кожин занимал не долго, 1 ноября он был уволен в отпуск и 1 января 1837 года уволен от службы по домашним обстоятельствам, с мундиром. В 1861 году Кожин был избран предводителем дворянства Порховского уезда Псковской губернии. В 1863 году директор отделения попечительного общества о тюрьмах. За несколько месяцев до смерти из-за болезни он отказался от должности предводителя дворянства. Скончался в Санкт-Петербурге 4 февраля 1864 года. Похоронен в своём родовом имении Порховского уезда Псковской губернии.
С 10 февраля 1829 года был женат на Наталье Ивановне Новиковой (1807—1837) и имел двух дочерей:
- Мария Петровна (1830—1910), замужем за Иваном Николаевичем Новосильцевым (1823—1870); в 1886—1894 годах была начальницей Смольного института благородных девиц.
- Екатерина Петровна, с 1852 года замужем за Григорием Александровичем Лашкаревым, впоследствии генерал-лейтенантом. По поводу их брака современник писал: «Отставной генерал-майор Кожин сосватал дочь свою за конногвардейского поручика Лошкарева. Эту барышню воспитывала родная её тетка Новикова и любила её, как родную дочь. Горевала госпожа Новикова, что племянница её выходит замуж и что она должна расстаться с нею. В церкви во время венца ей сделалось дурно, она упала в обморок и к утру скончалась»[2].